# Захир-шах
Мухаммед Захир-шах (перс. محمد ظاهرشاه‎, 15 октября 1914[…], Кабул, Эмират Афганистан — 23 июля 2007[…], Кабул, Афганистан) — правитель (падишах) Афганистана (08.11.1933–17.07.1973). Тронное имя — Мутаваккил Аллах Райрави Дини Матини Ислам Мохаммад Захир Шах, что в переводе означает «наместник Аллаха, поборник истинной веры ислама». Был свергнут в июле 1973 года Мухаммедом Даудом — двоюродным братом (являвшимся также мужем родной сестры Замины-Бегум). Из эмиграции вернулся в 2002 году.

## Происхождение

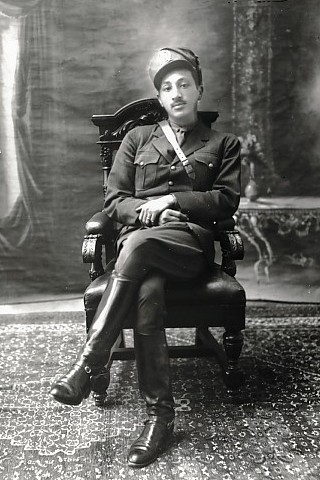
1930-е

Захир-шах происходил из царского пуштунского рода Дуррани династии Баракзай. Он вёл свой род от Сардар Мухаммад-Хана Пешавари, полукровного брата Дост Мухаммеда, который продал Пешавар за золото и объединился с Раджит-Ханом против Дост-Мухаммеда в Кабуле. Его прадед Яхья-Хан прославился своим посредничеством между Якуб-Ханом и Британией во время Гандамакских переговоров. После подписания одноимённого мирного договора, оба хана были вынуждены скрываться в Индии, бывшей в то время британской колонией.
Пуштунское происхождение Захир-шаха, а также его изначальная приверженность персидскому языку (фарси) позволяли ему какое-то время балансировать между интересами пуштунского большинства и фарсиговорящей элиты афганского общества. Считался просвещённым, прогрессивным и высокообразованным монархом. Получил блестящее светское и военное образование во Франции, став даже французским офицером. Он владел, помимо родного афганского (пушту), персидским, английским, французским и итальянским языками.
Взошёл на престол в 19 лет после смерти своего отца, короля Мухаммада Надир-Шаха, убитого на параде выпускников военного училища в Кабуле выстрелом стоящего в строю курсанта. Захир-шах был вынужден прервать учёбу во Франции и вступить на трон в 1933 году.

## Правление Мухаммеда Захир-шаха (1933—1973)
В течение первых 20 лет молодой шах отсиживался за спинами своих более искушённых родственников — троих дядей, которые фактически управляли страной. Однако, по мере того как он набирался опыта и завоёвывал авторитет, Захир-шах стал брать власть в свои руки и начал проводить в жизнь политические и экономические реформы, которые далеко не всем приходились по душе.
В 1964 году король Захир-шах издал новую конституцию. Старался способствовать развитию европеизации и прав женщин, чем вызвал недовольство со стороны консервативного духовенства. Также пытался вести антиперсидскую кампанию с целью популяризации родного пуштунского языка, которая закончилась неудачей.
Эта кампания была частью его попыток возродить былое влияние пуштунов. Пуштуны во время его правления составляли большинство в правительстве и парламенте и пользовались существенными привилегиями по сравнению с остальными этническими группами, что подогревало антиправительственные настроения и вызвало появление оппозиционных партий и лидеров, таких как Ситам Милли (возгл. Тахиром Бадахши), движение Абдурахмана Махмуди и др.
В борьбе с консервативным крылом некоторые приписывают ему организацию покушений и убийства религиозных лидеров, таких как шиитские лидеры Саид Исмаил Балхи и Мавлон Файзани.
Тем не менее, многие афганцы вспоминают годы правления падишаха как «золотой век» Афганистана, отличавшийся относительной стабильностью и спокойствием. За время своего правления Захир-шах пригласил в правительство иностранных советников, основал первый современный университет, выступал за отмену ношения афганскими женщинами чадры. При нём женщины получили доступ к образованию и возможность голосовать, а члены королевской семьи были лишены права занимать должности в правительстве. В этот же период в стране появились свободная пресса и избираемый парламент. Его считают выдающимся дипломатом. Считается, что шах умело балансировал, поддерживая отношения с СССР и США, стремившимися доминировать в Афганистане во время его правления. Захир-шах также продвигал культурные и торговые отношения Афганистана с Европой.
Его знаменитая фраза: «В Коране нигде не сказано, что Аллах против научно-технического прогресса, так почему с ним надо бороться?» Существует версия о более радикальном варианте этой фразы: «В Коране нигде не сказано, что Аллах против коммунизма, так почему с ним надо бороться?», обусловленная дружбой с советскими лидерами.
Первый раз Захир-Шах посетил СССР в 1957 году, а в 1968-м журнал «Огонёк» уже писал: «Взаимные поездки государственных деятелей СССР и Афганистана давно стали доброй традицией». Едва ли не каждый год король-реформатор с супругой Умайрой навещали «своего великого соседа», причём неофициальных визитов становилось всё больше.
Мало известен факт, что 1957 году король Афганистана посетил Евпаторию. А его мать, королева Мах Парвар Бегум, в 1910-х годах по совету Николая II лечилась в грязелечебнице «Мойнаки».
Захир-шах дружил с советскими лидерами — Хрущёвым и Брежневым. Всякий раз для него организовывали «мужскую охоту» в Завидове, где король — отличный рассказчик и душа компании — неизменно был в центре внимания. Свой последний официальный визит Захир-шах в 1973 году тоже совершил в СССР. В Кремле он заявил: «Все народы Афганистана питают к своему великому соседу искреннее чувство глубокого уважения».

### Конституция 1964 года и демократизация монархической системы
1 октября 1964 года в Афганистане вступила в силу утверждённая королём новая конституция. Это третий по счету Основной закон в истории государства Афганистан (первая конституция была принята в 1923 г., вторая — в 1931 г.).
Введение новой конституции было вызвано серьёзными экономическими и социально-политическими изменениями, происшедшими в Афганистане за три с лишним десятилетия и особенно за последнее. Именно в этот период правительство взяло курс на планирование экономики, развитие промышленности, определённую модернизацию сельского хозяйства. Осуществлен ряд реформ в области культуры. В 1959 году было отменено ношение чадры; афганские женщины стали играть все более заметную роль в жизни страны.
Проведённые реформы привели к некоторым изменениям в классовой структуре афганского общества. Укрепились экономические позиции национальной буржуазии.
Конституция 1964 года, закрепляя существующий экономический строй, учитывала происшедшие в стране изменения и существенно демократизировала государственный строй и политический режим Афганистана. Конституция сохранила широкие прерогативы короля, который объявлялся «воплощением национального суверенитета» (ст. 6). Король являлся верховным командующим вооружёнными силами; он объявлял войну и заключал перемирие; созывал и открывал Большую Джиргу, открывал обычные сессии парламента; созывал и открывал чрезвычайные сессии парламента; имел право роспуска парламента; утверждал законы, издавал законодательные указы; предоставлял полномочия для заключения международных договоров и утверждал эти договоры; назначал премьер-министра и принимал его отставку, по предложению последнего назначал министров и принимал их отставку; назначал не избираемых членов Джирги старейшин, членов Верховного суда и других судей; назначал и принимал отставку у высших гражданских и военных чиновников.
«Если страна вследствие войны, угрозы войны, опасных волнений и тому подобного будет подвергнута опасности и защита независимости и национальной жизни теми средствами, которые определены в конституции, будет невозможной, то король объявляет чрезвычайное положение»,— гласила ст. 113. Если чрезвычайное положение длилось более трёх месяцев, то для его продления необходимо было согласие Большой Джирги.
При чрезвычайном положении все или часть полномочий парламента могли быть переданы королём правительству; правительство по согласованию с Верховным судом могло законодательными указами приостановить или ограничить действие гражданских прав и свобод.
Король ни перед кем не нёс ответственности. Все свои прерогативы он должен был осуществлять в пределах предписаний конституции (ст. 14).
Если по старой конституции страна по существу представляла собой дуалистическую, почти абсолютную монархию, то новый Основной закон расширял полномочия нижней палаты парламента, которая называлась Народной Джиргой. Правительство было ответственно не только перед королём, но и перед Народной Джиргой, которая могла вынести вотум недоверия кабинету. В течение двух первых легислатур после принятия конституции 1964 г. для вотума недоверия требовалось квалифицированное большинство в 2/3 голосов, а в отношении последующих правительств — простое.
Премьер-министр и министры несли также персональную ответственность перед Народной Джиргой за выполнение своих обязанностей. По предложению одной трети депутатов Народная Джирга имело право назначать комиссию для проверки и изучения деятельности правительства.
По старой конституции все члены верхней палаты назначались пожизненно королём, теперь две трети её членов избирались. При этом каждая провинциальная Джирга выбирала на три года из своего состава одного депутата Джирги старейшин. По одному депутату на четыре года избирали жители каждой провинции.
Депутаты Народной Джирги, избираемые члены Джирги старейшин, а также члены провинциальных Джирг и советов городских управ должны были избираться на основе свободных, всеобщих, прямых выборов при тайном голосовании. При выборах нижней палаты действовала мажоритарная система относительного большинства; возрастной ценз для пассивного избирательного права был снижен с 30 лет до 25. Об избирательных правах женщин в конституции не говорилось, но декларирование в ст. 25 равных прав и обязанностей перед законом для всего народа и определение выборов как «всеобщих» позволяло предположить, что специальный избирательный закон в той или иной степени предоставит афганским женщинам эти права.
К полномочиям парламента, помимо законодательства и контроля за деятельностью правительства, относилось: ратификация международных договоров; посылка воинских частей за границу; предоставление концессий, имеющих значение для национальной экономики, в том числе права на монополию; выдача разрешения на эмиссию денег и получение займов.
Конституция подробно регламентировало законодательную процедуру. Законопроекты могли вноситься правительством или депутатами, а если они касались упорядочения судебных дел, то — Верховным судом. Если решение одной палаты было отклонено другой, то для разрешения конфликта создавалась смешанная комиссия на паритетных началах. Решение комиссии приобретали силу после утверждения его королём. Если смешанная комиссия не могла прийти к общему решению, решение палаты считались отклонённым. Если спорное решение принадлежало Народной Джирге и эта же палата нового созыва вновь принимало его, то оно без передачи в Джиргу старейшин вступало в силу после утверждения королём. Если разногласия имели место в отношении финансовых законопроектов и смешанная комиссия не смогла достичь общего решения, то Народная Джирга могла одобрить данный проект на своих последующих заседаниях. Проект становился законом после его утверждения королём.
Таким образом, афганская конституция, как и подавляющее большинство других конституций стран Запада того времени, вводивших двухпалатную структуру парламента, главную роль отводила нижней палате.
Большое значение имела ст. 24, согласно которой члены королевской семьи не могли занимать посты премьер-министра, министров, членов парламента, членов Верховного суда, а также участвовать в политических партиях. Назначенный в марте 1963 г. премьер-министр Мухаммед Юсуф — был первым в истории страны главой правительства, не являющимся членом королевской семьи.
Значительное число новых моментов, отражавших известные социальные перемены в Афганистане, содержались в гл. III конституции — «Основные права и обязанности народа». Однако многие положения этой главы имели лишь декларативный программный характер, не будучи обеспечены реальными гарантиями.
Прежде всего, по новой конституции права и свободы афганских подданных регламентировались только законом, тогда как прежде они определялись и нормами шариата. Это свидетельствовало об определённом ослаблении все ещё сильных позиций духовенства в государственной и общественно-политической жизни страны.
Конституция 1964 г. довольно подробно фиксировало основные буржуазно-демократические права и свободы: свободу мысли и слова, печати, собраний и т. д. Новым моментом являлось разрешение создавать политические партии, однако выдвигалось требование, чтобы задачи, деятельность и идеология партий не противоречили положениям конституции и чтобы организационная структура партий и источники их финансовых доходов были открытыми.
Ст. 34 говорит о праве афганцев на бесплатное образование и вводит обязательное начальное образование для детей в тех районах, где государством созданы соответствующие условия. Юридически духовенство значительно ограничено в своих правах в области просвещения, но фактически оно все ещё играет в нём огромную роль.
Государство ставит своей целью создать благоприятные медицинские условия для всего населения. Труд объявлен правом и обязанностью каждого трудоспособного афганца.
Согласно новой конституции другие государства и иностранные подданные не имели права владеть в Афганистане недвижимой земельной собственностью. Это положение можно было рассматривать как определённое препятствие для проникновения империалистических держав и монополий в экономику Афганистана.
До начала 1960-х гг. официальным языком в стране был только пушту. Новый Основной закон, наряду с пушту, объявил официальным, и язык дари, более известный как фарси-кабуля. Как известно, в Афганистане проживает до 20 различных народностей, однако в конституции отсутствовали положения, которые регулировали статус национальных меньшинств, их права и т. д. «Афганская нация, — говорилось в ст. 1, — состоит из всех лиц, которые в соответствии с предписаниями закона имеют подданство афганского государства».
Новая конституция законодательно оформляло статус и полномочия высшего представительного органа государства — Большой Джирги, которая раньше представляла собой внеконституционный орган, время от времени созывавшийся при чрезвычайных обстоятельствах. Большая Джирга согласно новой конституции состояло из членов парламента и руководителей провинциальных Джирг. Большая Джирга подтверждало отречение короля от престола, участвовало в избрании в определённых условиях нового короля, а также в избрании регента; изучало предложения о внесении поправок в конституцию и решало вопрос о судьбе этих поправок; имело некоторые судебные функции в отношении членов Верховного суда.
Новая афганская конституция предусматривало реорганизацию всей судебной системы. Укрепление правовой основы в деятельности судебных органов привело к дальнейшему ограничению влияния духовенства на судопроизводство.
В период с момента принятия новой конституции Афганистан переживал так называемый «переходный период», который продлился до 14 октября 1965 г., когда собрался новый парламент. До той поры функции парламента были переданы правительству, которое должно было разработать законодательные указы и законопроекты о выборах, о печати, судебной системе, политических партиях и провинциальных Джиргах, а также принять необходимые меры с целью подготовки почвы для претворения в жизнь новой конституции.
Новая конституция Афганистана представляла собой шаг вперёд в развитии страны, имело несомненное прогрессивное значение.

### Антиправительственное выступление духовенства в апреле-июне 1970 года
Деятельность афганской оппозиции стала принимать особенно широкий размах с середины 60-х годов, вовлекая в свою орбиту все новые слои и группы населения. В сложившейся обстановке господствовавшая монархическая верхушка, стремясь удержать за собой контроль за общественной мыслью, ослабить остроту социальной критики и восстановить политическую стабильность в стране, резко активизировала противодействие всем оппозиционным течениям и взглядам. При этом особые надежды возлагались на мусульманскую религию и многочисленный аппарат духовенства.
Однако все усилия правящих кругов и верных им служителей культа не приносили сколько-нибудь заметных результатов и не остановили процесс распространения в обществе оппозиционных идей и взглядов. В этих условиях крайне правые консервативно-клерикальные круги решили прибегнуть к открытому массовому выступлению, наподобие тех, которые в 20-х годах XX в. принесли им несомненные успехи в борьбе против прогрессивных преобразований режима младоафганцев, с тем, чтобы не только нанести удар по левым силам и устранить их из политической жизни страны, но и заставить правящую верхушку отказаться от попыток проведения даже самых поверхностных, «косметических», реформ буржуазного характера. Предлогом к выступлению духовенства явился 99-й номер газеты «Парчам» от 22 апреля 1970 года, вышедший на 12 полосах большого формата и целиком посвящённый В. И. Ленину и ленинизму, а также сообщениям о праздновании ленинского юбилея в Афганистане. В этом номере газеты, как уже говорилось выше, было опубликовано и стихотворение «Горн революции», заканчивавшееся словами: «Слава этому великому вождю, великому Ленину!» («доруд бад бэ ан рахбар-е бозорг, Ленин-е кабир»).
По призыву влиятельных духовников, организовавших «Комитет, ответственный за дела ислама», в Кабул из различных районов страны, главным образом из южных и восточных провинций, прибыло не менее полутора тысяч служителей культа. Они сразу же приступили к проведению шумных сборищ, привлекая на свою сторону религиозно настроенную часть городского населения.
Двор и правительство вначале благосклонно отнеслись к данному выступлению клерикалов. Они разрешили консервативному духовенству ежедневно собираться в мечети «Пули-Хешти» — главной соборной мечети Кабула, устраивать при покровительстве полиции массовые шествия по улицам столицы под чёрными флагами и антикоммунистическими лозунгами, передавать через усилители чуть ли не на весь город подстрекательские речи мусульманских ораторов, а также использовать государственную типографию для печатания злобных листков.
День ото дня число требований духовенства увеличивалось и вместе с ними все яснее становились политические позиции устроителей данного выступления. Кредо крайне правых духовных лидеров Афганистана было отчётливо изложено в листовке, отпечатанной типографическим способом и распространявшейся в Кабуле и других городах страны в мае 1970 года. В ней поток брани был направлен прежде всего на советскую действительность.
Авторы листовки обрушились также на политические течения и группировки в стране, как оппозиционные, так и проправительственные, обвиняя их в том, что все они «стремятся укрепить в стране позиции международного империализма» и «ликвидировать национальное единство». Далее в листовке утверждалось, что правящие круги Афганистана создают-де благоприятную почву для деятельности всех этих группировок и «плечом к плечу с ними выступают против ислама и религиозного движения». Листовка заканчивалась призывом к «обездоленным мусульманам» подниматься на «священную войну против всех антиисламских элементов», «против всех течений…, в поддержку священных положений религии». Весьма оригинальными были заключительные призывы-лозунги листовки: «Долой сторонников ленинизма!, Долой эксплуатацию Востока и западный империализм!, Смерть шпионам социал-империализма!, Смерть шпионам США и русского ГПУ!».
После опубликования указанной листовки стало абсолютно ясным, что выступление духовенства вышло из-под контроля правящих кругов и не оправдало их надежд. В этой обстановке династия и правительство, опасаясь, как бы дальнейшее развитие событий не привело к открытому антиправительственному мятежу, решили положить конец сборищам духовников. Вечером 24 мая 1970 года по кабульскому радио было передано правительственное сообщение, в котором после признания того, что клерикалы «стали подстрекать к противозаконным действиям», говорилось: «Правительство в целях сохранения порядка и общественной безопасности и в соответствии со своими обязанностями в данной области объявляет о прекращении этих сборищ. Силам безопасности даны на сей счет необходимые указания».
В ночь с 24 на 25 мая войска, применив силу, вывезли из столицы всех духовников, прибывших сюда накануне из других провинций. Что касается влиятельных мусульманских деятелей — непосредственных вдохновителей и организаторов указанных событий, то они, убедившись в провале своих замыслов, поспешили заявить о своей лояльности режиму и «непричастности» к антиправительственному аспекту происшедшего.
Однако консервативное духовенство провинций не собиралось складывать оружие. Разъехавшись по городам и деревням страны, оно продолжало нагнетать обстановку. Особенно тревожное положение в связи с этим сложилось в конце мая в Мазари-Шарифе, Джелалабаде и некоторых других пунктах Афганистана.
Выступление клерикалов в Мазари-Шарифе началось ещё 19 мая и проходило параллельно с кабульскими событиями. В нём принимали активное участие учащиеся медресе (духовной школы), муллы мечетей Мазари-Шарифа, приезжие служители культа из Ташкургана, Акчи, Шибиргана и других городов севера страны, а также люмпены города. Кроме того, духовенство пыталось привлечь на свою сторону рабочих-нефтяников, строителей автодороги и других объектов, сооружавшихся при технико-экономической помощи Советского Союза. Однако все эти попытки успеха не имели.
Духовники Мазари-Шарифа обращались за поддержкой не только к местным мусульманам, но и к мусульманам других стран, прежде всего Пакистана и Саудовской Аравии, стремясь таким образом заручиться иностранной поддержкой и придать своим действиям международный резонанс.
В ходе многодневных митингов и демонстраций в Мазари-Шарифе властям был предъявлен ряд требований, как-то: уволить губернатора провинции, поскольку он-де является «предателем родины и интересов ислама»; отстранить от службы Кари Абдул Гафура, настоятеля гробницы Али в Мазари-Шарифе, и ряд других мулл города, так как они якобы недостаточно компетентны в вопросах религии (главная причина этого требования заключалась, однако, в том, что Кари Абдул Гафур и другие муллы составляли проправительственную группировку духовенства и выступали, в противовес клерикалам-ортодоксам, за приспособление догм ислама к духу времени); запретить вход женщинам на территорию гробницы Али, поскольку большинство из них приходит-де не на молитву, а для охоты за богатыми молодыми людьми; запретить женщинам ходить в коротких платьях и юбках, потому что это противоречит законам ислама; разрушить театр Балхской провинции (в Мазари-Шарифе), а труппу его разогнать, так как на его сцене в большинстве своём выступают женщины (23 мая разбушевавшаяся толпа, не ожидая решения властей, разрушила сцену театра и разогнала труппу).
Продолжавшиеся несколько дней демонстрации и митинги в Мазари-Шарифе привели в замешательство местные власти, а губернатор провинции вынужден был бежать в Кабул. В конце мая, после того, как представители провинциальной администрации обещали на встрече с крайне правым духовенством выполнить большую часть его требований, обстановка в городе нормализовалась.
В афганские события апреля-июня 1970 года пытались вмешаться и зарубежные силы. В частности, в провоцировании джалалабадских беспорядков были замешаны пакистанские высшие духовные деятели. В числе арестованных оказалась и их агентура. Представляется совершенно не случайным, что король Саудовской Аравии избрал именно начало июня для своего официального визита в Афганистан, хотя приглашение посетить эту страну было сделано ему несколько лет тому назад. В этом явно прослеживалось стремление продемонстрировать поддержку афганским консервативно-клерикальным кругам в их борьбе против левых, демократических сил.
Итак, общественно-политическая борьба, развернувшаяся в Афганистане в 60-х годах, особенно в их второй половине, отчётливо показала, что правое крыло мусульманского духовенства во главе со своими влиятельными духовными лидерами по-прежнему оставалось основным ударным кулаком лагеря реакции в его борьбе против демократических группировок и одним из главных опор монархического режима. Хотя оно в последние десятилетия и утратило свои исключительные позиции в области духовного влияния на общество, тем не менее все ещё представляло собой серьёзную силу и располагало большими возможностями для вмешательства в общественно-политическую жизнь страны и государственные дела.
Анализ афганской действительности второй половины XX в. позволяет сделать вывод о том, что начавшиеся в этой стране политические бури и потрясения были подготовлены всем предшествующим развитием афганского общества и явились закономерным следствием тягчайшего социального неблагополучия, беспросветной нищеты и бесправия подавляющего большинства населения и острой общественно-политической борьбы между консервативными силами, стремившимися удержать Афганистан на старых, средневековых рубежах, с одной стороны, и национально-демократическими кругами, выступавшими за решительное обновление страны и общественной жизни, — с другой. С началом «демократического эксперимента» Афганистан был просто обречён на социальные и политические перемены.

## Государственный переворот 1973 года и свержение монархии
В 1973 году, двоюродный брат и свояк короля, бывший премьер-министр Мохаммад Дауд организовал государственный переворот, когда Захир-шах находился в Италии, где впоследствии он и остался, отказавшись от вооружённой борьбы за возвращение престола. Так прекратило более чем полуторавековое (155 лет) существование династия Баракзаи.

Захир-шах остался в Италии, Афганистан же на долгие годы стал ареной борьбы Советского Союза и США.

Захир-шах провёл в изгнании на вилле в окрестностях Рима 29 лет. Ему было запрещено возвращаться в Афганистан во время правления НДПА и последующего правления талибов, несмотря на то что он воздерживался от открытой критики движения Талибан.

В 1991 году пережил покушение от вооружённого ножом человека, представившегося португальским журналистом.

## Возвращение на родину

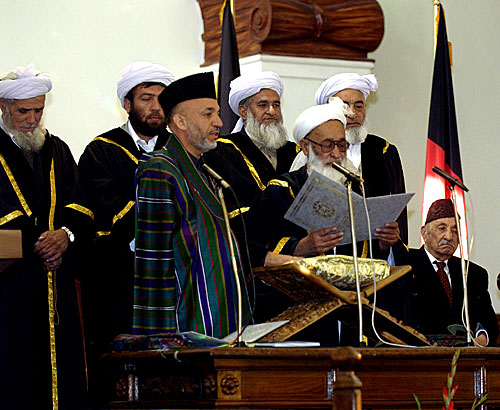
Захир-шах (крайний справа) на инаугурации Хамида Карзая, 7 декабря 2004 года.

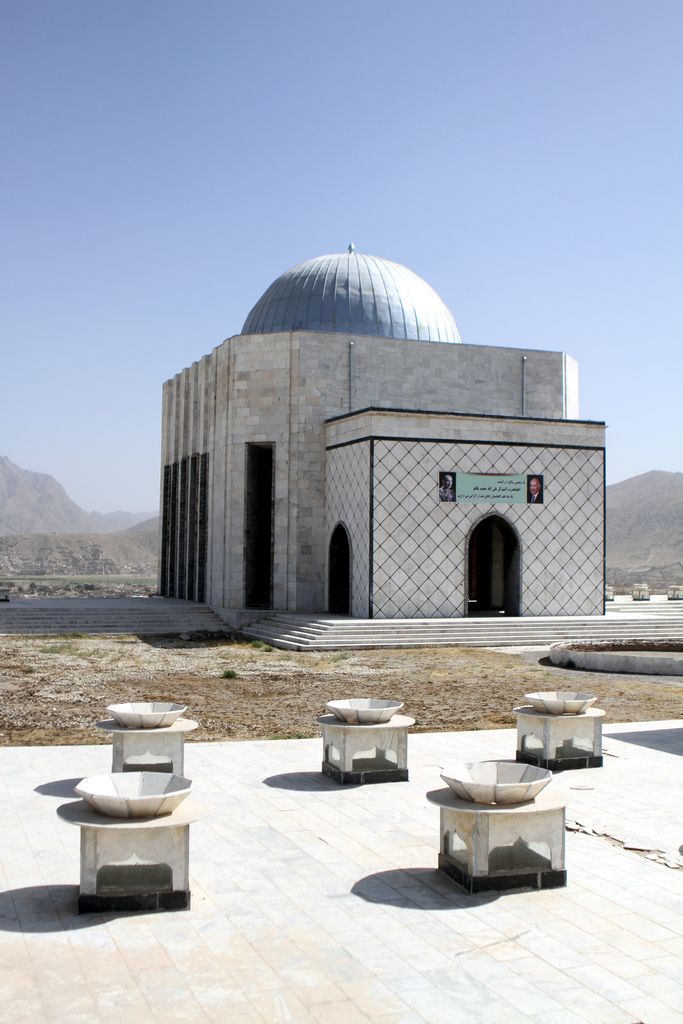
Гробница Захир-шаха

По возвращении Захир-шаха на родину в апреле 2002 года всерьёз обсуждалась возможность восстановления в стране института монархии. Захир-шаха поддерживала значительная часть населения, в особенности представители старшего поколения. Считалось, что он мог бы составить серьёзную конкуренцию тогдашнему лидеру, Хамиду Карзаю, который сделал карьеру на противостоянии талибам и которого активно лоббировал Вашингтон. Однако Захир-шах в очередной раз проявил себя как представитель гуманитарной интеллигенции. Он ушёл в сторону, как и в 1973 году, когда мог бы вернуться из Италии, чтобы бросить на родственника-путчиста танки. Он публично поддержал Карзая, выступив на собрании совета старейшин и политических лидеров Лойя джирга, учредителем являлся сам.
Тем не менее, после возвращения монарха в Афганистан Лойя джирга не наделила Захир-шаха никакими официальными полномочиями, кроме присвоения ему почётного титула «отца нации». Это, возможно, было вызвано его излишней приязнью к Индии, а также спорной политикой в отношении границ с Пакистаном (Линия Дюранда).
Карзай состоит в отдалённом родстве с падишахской династией. Этим можно объяснить тот факт, что когда Карзай стал президентом, многие родственники и сторонники Захир-Шаха получили ключевые посты в переходном правительстве. Ему было позволено вернуться в свой дворец Арамсарай в Кабуле. Это здание, известное также под именем «дворец номер один», являлось в последние 5 лет официальной резиденцией экс-монарха и стало его последним пристанищем. Были сообщения, что в 2005 году Захир-шах пытался продать свой дворец несмотря на то, что тот к тому времени уже давно стал президентским, то есть государственной собственностью. Причины, вызвавшие смерть 92-летнего Захир-шаха не были официально объявлены, известно лишь, что в последние годы он регулярно выезжал из Афганистана на лечение. Так, в 2004 году его самолётом перевезли в Индию, где он в течение 2-х недель проходил курс лечения в связи с проблемами с кишечником в одном из госпиталей в Нью-Дели.
Захир-шах скончался 23 июля 2007 года. О кончине монарха сообщил президент Афганистана Хамид Карзай, назвав покойного основоположником афганской демократии и символом национального единства. В стране был объявлен трёхдневный общенациональный траур. Захир-шаха похоронили в мавзолее, возвышающемся над родным Кабулом, рядом с его отцом. У короля было восемь детей, один из которых умер в 2002 году в Риме.

## Семья
7 ноября 1931 году Захир-шах женился на своей двоюродной сестре Хомайре Бегум (встречаются написания: Хумайра, Хамира, Омайра; 1918 — 27 июня 2002 г.), дочери сардара Ахмад Шах Хана и его первой супруги Зарин Бегум. В 1946 году королева Хомайра создала Женское Общество, которое стало первым женским институтом на территории Афганистана. В 1959 году, после предложения премьер-министра Мохаммада Дауда об отказе от обязательного ношения женщинами паранджи, королева первой появилась на публике с открытым лицом. После свержения Захир-шаха в 1973 году супруга отправилась с ним в изгнание. За неделю до намеченной даты возвращения на родину была госпитализирована с сердечным приступом и два дня спустя умерла. Останки Хомайры Бегум были перевезены в Кабул и с соблюдением воинских почестей торжественно погребены в присутствии вдовца и президента Хамида Карзая в королевской усыпальнице. В этом браке родилось восемь детей, шестеро сыновей и две дочери:
1. Принцесса Билкис Бегум (род. 17 апреля 1932), старшая дочь королевской четы, стала супругой своего двоюродного дяди сардара Вали Хана Дуррани (25 марта 1925 — 30 июня 2008 г.), бывшего начальника Генерального Штаба афганской армии до 1973 года, в браке родилось три дочери;
2. Принц Мухаммед Акбар Хан (4 августа 1933 — 26 ноября 1942), скончался в девятилетнем возрасте;
3. Принц Ахмад Шах (23 сентября 1934 — 4 июня 2024), наследный принц, с 23 июля 2007 года титулярный король Афганистана, в 1961 году женился в Кабуле на Хатуль Бегум, дочери сардара Мухаммад Умар-Хана, в браке двое сыновей и одна дочь;
4. Принцесса Марьям Бегум (2 ноября 1936 — 25 декабря 2021), супруга своего двоюродного брата сардара Мухаммад Азиз Хана (1935 — 27 апреля 1978), профессора, в браке один сын;
5. Принц Мухаммед Надир Хан (27 мая 1941 — 3 апреля 2022), учёный, музыкант, дипломат, с 1964 года женат на Лайлуме Бегум, по материнской линии внучке сардара Мухаммада Сулейман-Хана, губернатора Герата и Бадахшана, в браке двое сыновей;
6. Принц Шах Махмуд Хььан (15 ноября 1946 — 7 декабря 2002), женат на Махбубе Бегум, дочери фельдмаршала сардара Шах Махмуд-Хана, скончался от рака в Риме, в браке две дочери;
7. Принц Мухаммед Дауд (род. 14 апреля 1949), в 1973 году женился на Фатиме Бегум, дочери генерала Мухаммада Ареф-Хана, бывшего посла в СССР, в браке сын и две дочери;
8. Принц Мир Ваис Хан (7 января 1957 — 29 сентября 2023), с 2005 года советник Министерства информации и культуры, председатель Национального фонда охраны афганского культурного наследия.

### Видеоматериалы
- Памяти Захир-шаха на YouTube